# Omalocephala
Omalocephala är ett släkte av insekter. Omalocephala ingår i familjen lyktstritar.
Kladogram enligt Catalogue of Life:
| Omalocephala | \| \| Omalocephala cincta \| \| \| \| \| \| Omalocephala festiva \| \| \| \| \| \| Omalocephala intermedia \| \| \| \| |
|              | \| \| Omalocephala cincta \| \| \| \| \| \| Omalocephala festiva \| \| \| \| \| \| Omalocephala intermedia \| \| \| \| |
|              | Omalocephala cincta |
|              | |
|              | Omalocephala festiva                                                                                                   |
|              | |
|              | Omalocephala intermedia                                                                                                |
|              | |